# Фосфид вольфрама
Фосфид вольфрама — неорганическое соединение металла вольфрама и фосфора с формулой WP,
серые кристаллы,
не растворимые в воде.

## Получение
- Термическая диссоциация дифосфида вольфрама:

{\displaystyle {\mathsf {WP_{2}\ {\xrightarrow {1200^{o}C}}\ WP+P}}}

## Физические свойства
Фосфид вольфрама образует серые кристаллы
ромбической сингонии,
пространственная группа P nma,
параметры ячейки a = 0,5717 нм, b = 0,3238 нм, c = 0,6219 нм, Z = 4.
Плохо растворяется в воде.